# سيلفكانت
سيلفكانت (تُلفظ بالألمانية: [ˈzɛlfkant]) (بالهولندية: Selfkant (تنطق بالهولندية: [ˈzɛɫfkɑnt]) أو Zelfkant) هي بلدية في هاينسبرغ، في شمال الراين-وستفاليا.

## معرض صور

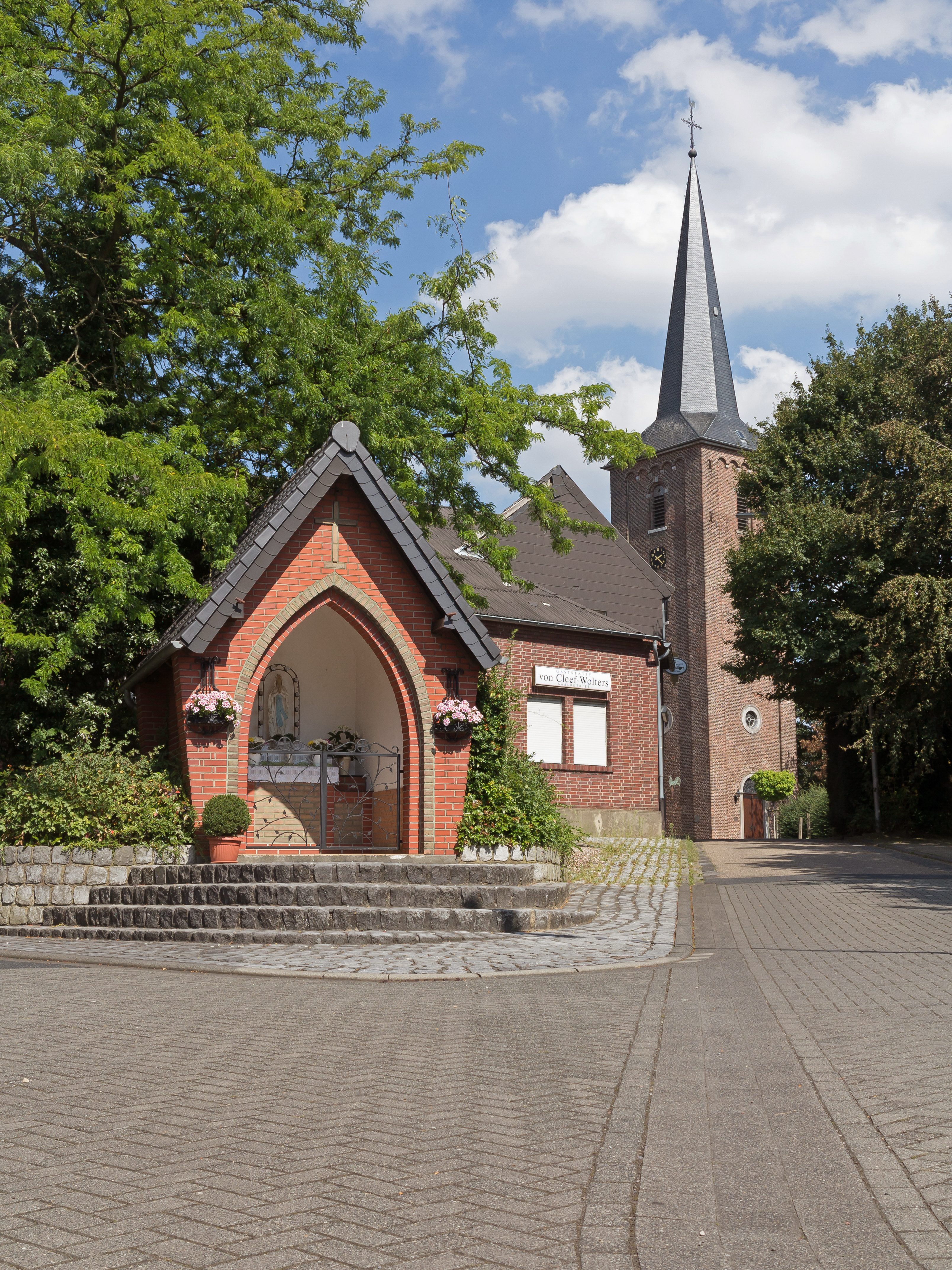
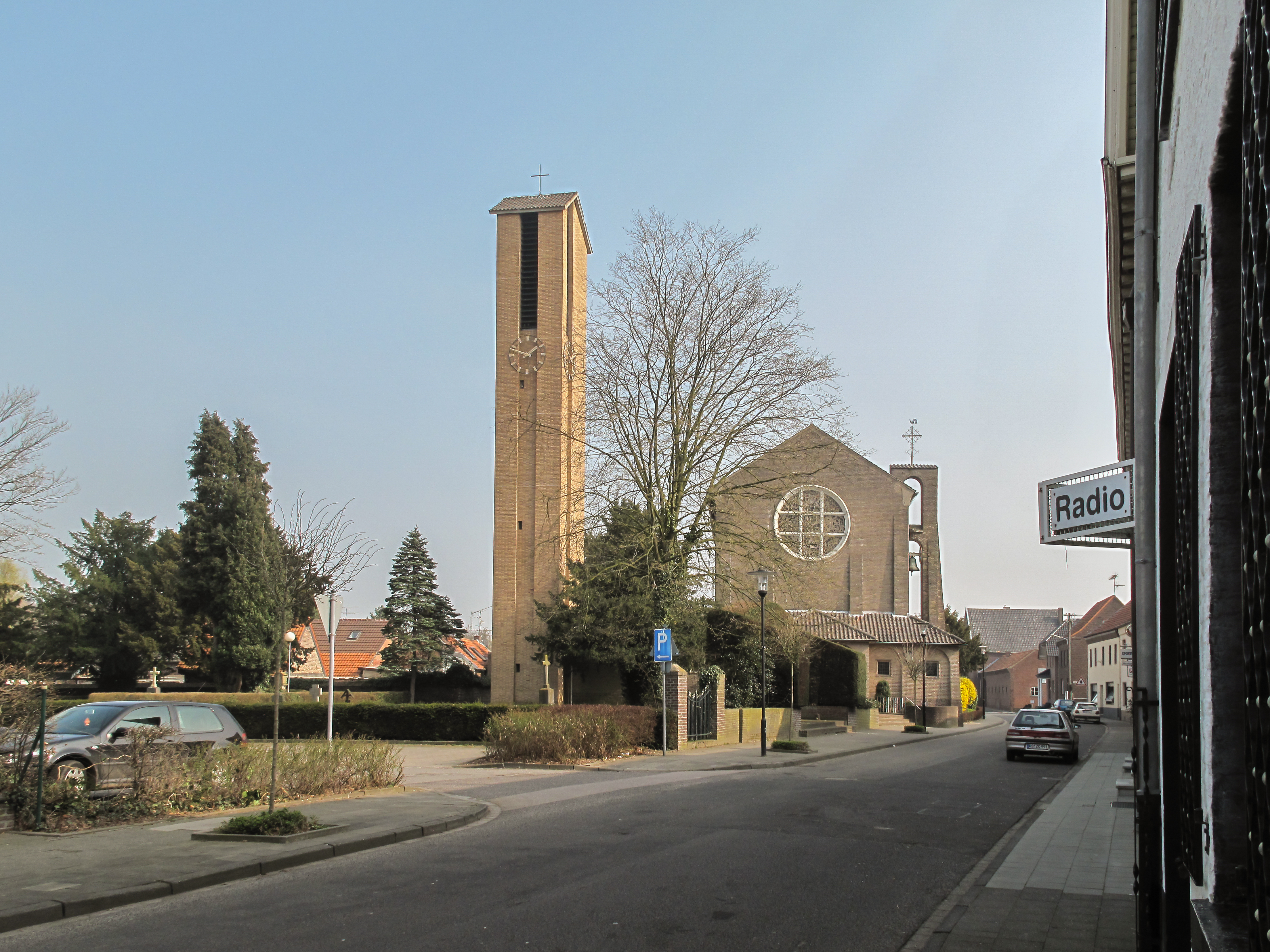
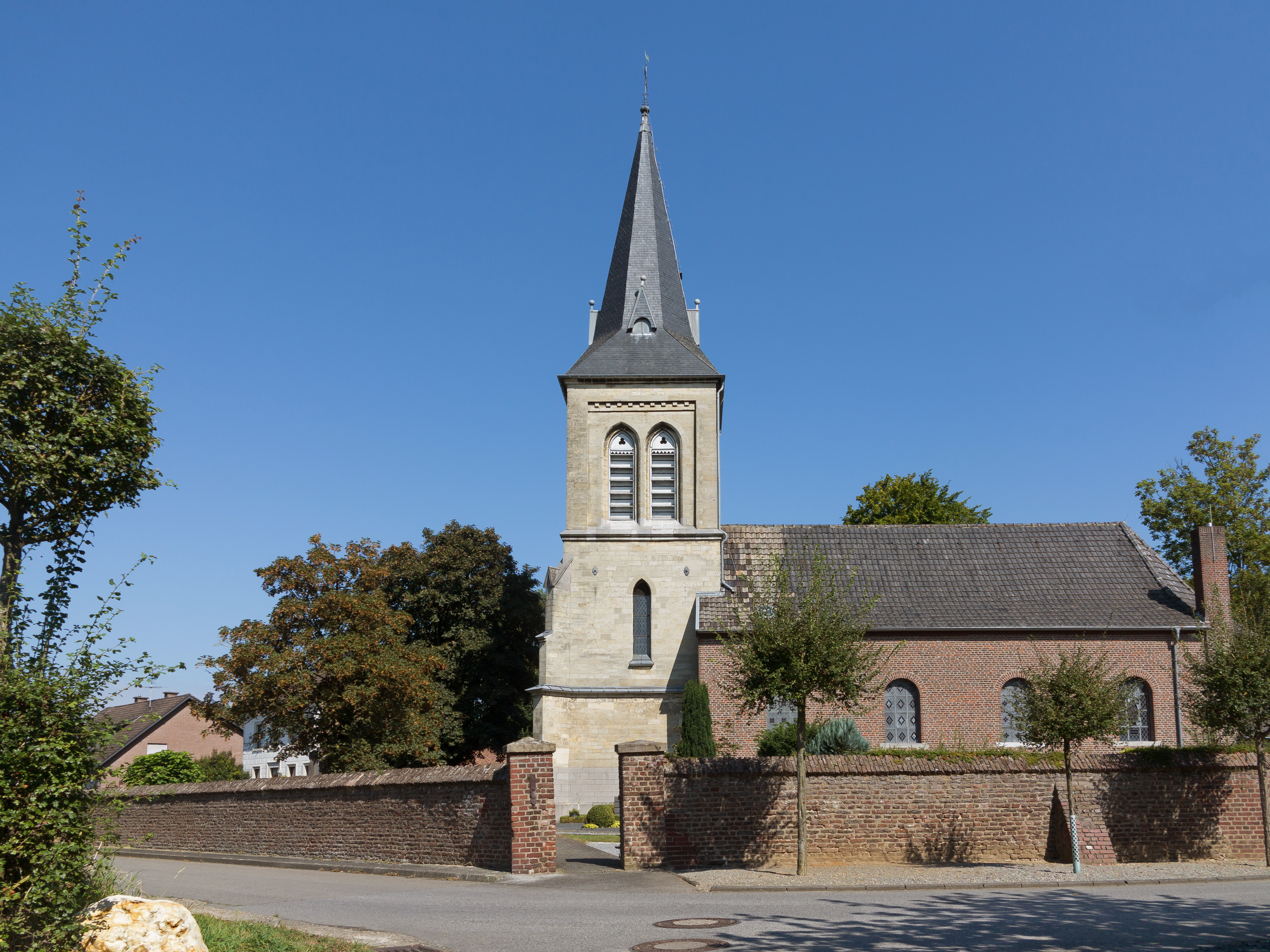
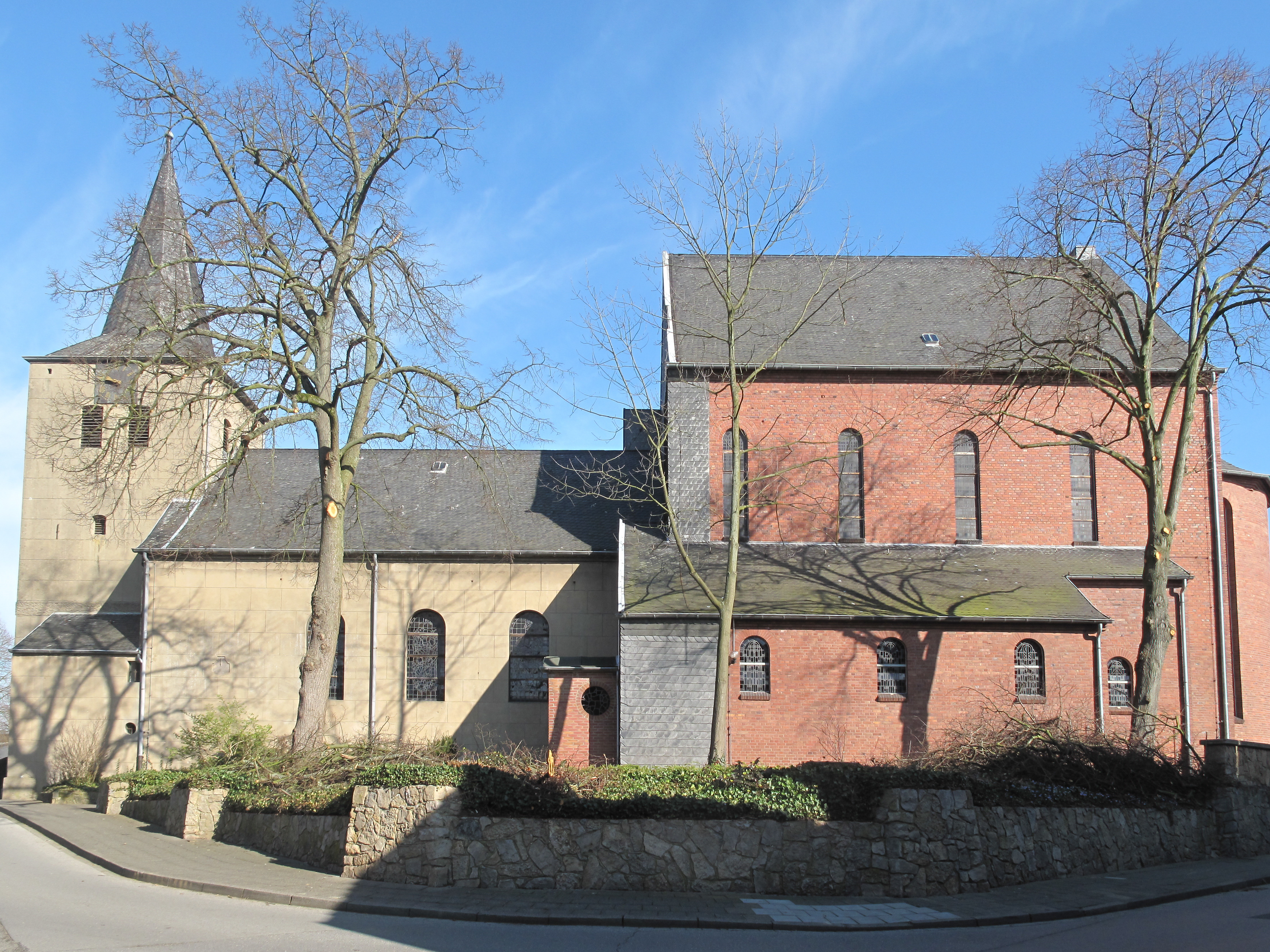
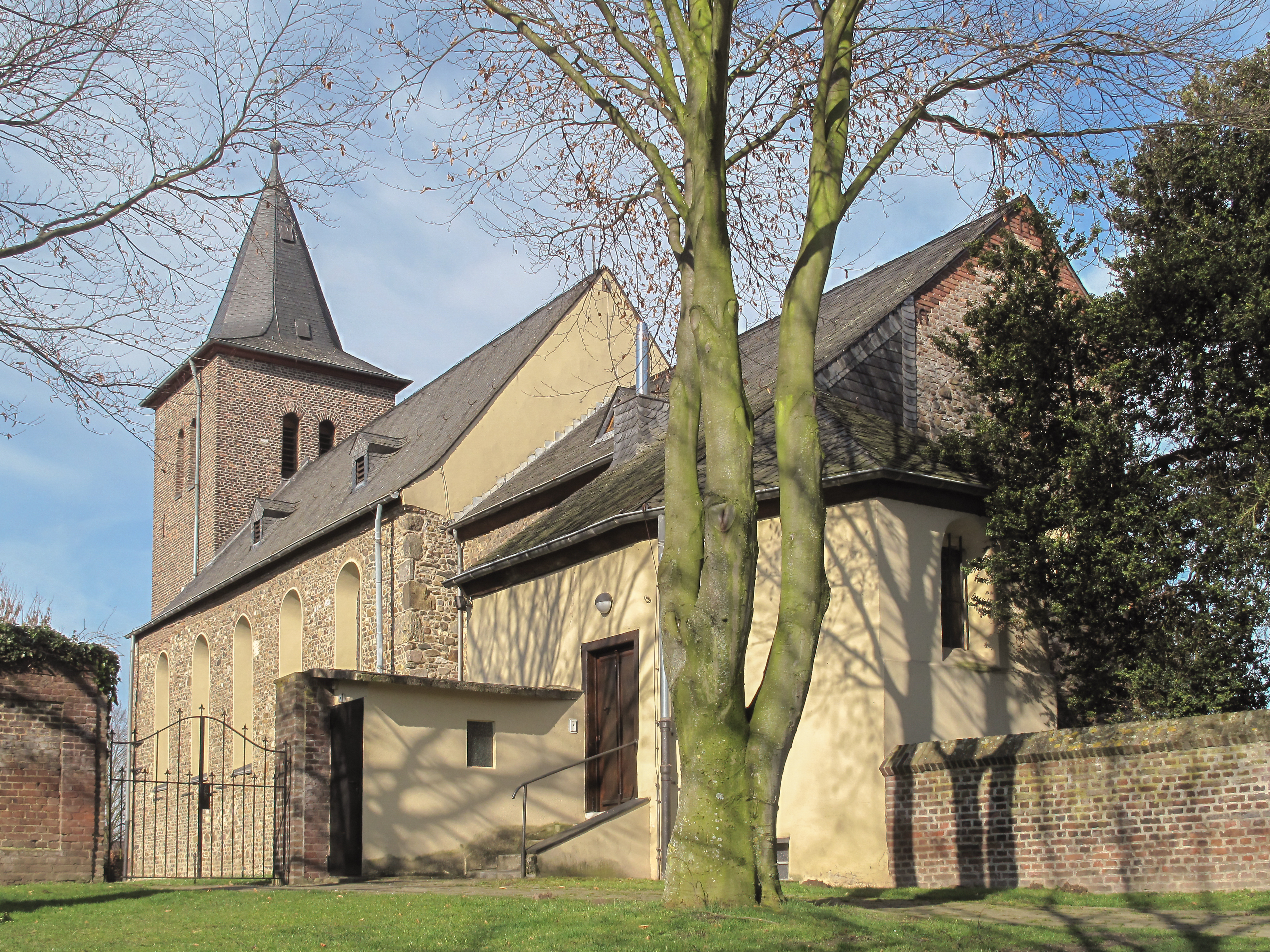

## توأمة
لسيلفكانت اتفاقيات توأمة مع كل من:
- ليست، ألمانيا
- غورليتس
- أوبرستدورف